# 2003年全日本綜合羽毛球錦標賽
2003年全日本綜合羽毛球錦標賽（日語：平成15年度全日本総合バドミントン選手権大会），為第57屆全日本綜合羽毛球錦標賽，是日本國內最高級別的羽毛球比賽。本屆賽事於2003年11月4日至11月9日在日本愛知縣名古屋市舉行。

## 項目獎牌榜
以下為各項目的優勝者及其所屬團體名單：
| 項目     | 金牌                                                      | 银牌                                                           | 铜牌                                                           |
| 男子單打 | 佐藤翔治 東京都（Fujichu）                                | 佐佐木翔 東京都（Fujichu）                                     | 藤本ホセマリ 東京都（日本UNISYS）                              |
| 男子單打 | 佐藤翔治 東京都（Fujichu）                                | 佐佐木翔 東京都（Fujichu）                                     | 清水裕 東京都（NNT東日本）                                     |
| 女子單打 | 森かおり 大阪府（三洋電機）                               | 平山優 宮城縣（聖ウルスラ学院高校）                            | 潮田玲子 大阪府（三洋電機）                                    |
| 女子單打 | 森かおり 大阪府（三洋電機）                               | 平山優 宮城縣（聖ウルスラ学院高校）                            | 廣瀨榮理子 大阪府（三洋電機）                                  |
| 男子雙打 | 舛田圭太 / 大束忠司 富山縣（Tonami運輸）                  | 酒井將之 / 木下政彦 富山縣（Tonami運輸）                       | 仲尾修一 / 坂本修一 埼玉縣/千葉縣（日本UNISYS）                |
| 男子雙打 | 舛田圭太 / 大束忠司 富山縣（Tonami運輸）                  | 酒井將之 / 木下政彦 富山縣（Tonami運輸）                       | 米隆夫 / 川口佳介 神奈川縣（日本体育大学）                     |
| 女子雙打 | 山本靜香 / 山田青子 千葉縣（YONEX）/ 大阪府（三洋電機）   | 小椋久美子 / 潮田玲子 大阪府（三洋電機）                       | 中山智香子 / 吉冨桂子 大阪府（三洋電機）/ 熊本縣（NEC九州）    |
| 女子雙打 | 山本靜香 / 山田青子 千葉縣（YONEX）/ 大阪府（三洋電機）   | 小椋久美子 / 潮田玲子 大阪府（三洋電機）                       | 赤尾亞希 / 松田友美 千葉縣（YONEX）                            |
| 混合雙打 | 大束忠司 / 山本靜香 富山縣（Tonami運輸）/ 千葉縣（YONEX） | 今井紀夫 / 中山智香子 富山縣（Tonami運輸）/ 大阪府（三洋電機） | 宮田典明 / 松田美穗 大阪府（Shuttle俱樂部大阪）                |
| 混合雙打 | 大束忠司 / 山本靜香 富山縣（Tonami運輸）/ 千葉縣（YONEX） | 今井紀夫 / 中山智香子 富山縣（Tonami運輸）/ 大阪府（三洋電機） | 山下大介 / 引地惠 熊本縣（八代市YKK俱樂部）/ 熊本縣（NEC九州） |